# (35334) Yarkovsky
(35334) Yarkovsky ist ein Asteroid des Hauptgürtels, der am 31. März 1997 von den italienischen Astronomen Piero Sicoli und Francesco Manca am Osservatorio Astronomico Sormano (IAU-Code 587) bei Sormano in der Provinz Como entdeckt wurde.
(35334) Yarkovsky wurde am 9. August 2006 nach dem russisch-polnischen Bauingenieur Iwan Ossipowitsch Jarkowski (1844–1902) benannt, der um 1900 den nach ihm benannten Jarkowski-Effekt entdeckte.